# O Nomear e a Necessidade
O livro O Nomear e a Necessidade (Naming and Necessity) é uma obra da Filosofia da linguagem do filósofo americano Saul Aaron Kripke. Este livro é constituído por um conjunto de três palestras, proferidas sem qualquer suporte escrito, no início de 1970 na Universidade de Princeton, quando Saul Kripke tinha apenas 29 anos.  Desde a publicação de sua versão original (publicada em 1972 e 1980), "Nomeação e Necessidade" tem tido grande e crescente influência.

## Sobre o livro
A obra redirecionou a atenção filosófica às questões negligenciadas da necessidade natural e metafísica, e às ligações entre estas e as teorias de referência, em especial de nomear e de identidade. A partir de uma crítica à tendência dominante para assimilar nomes para descrições e mais geralmente para tratar a sua referência, como uma função do seu sentido fregeano, surpreendentemente consequências profundas e generalizadas podem ser tiradas.
No domínio da metafísica, Kripke desafia velhas, e aparentemente insuspeitas, ideias herdadas de Kant (como as ideias de que todas as verdades conhecíveis a priori são necessárias e de que todas as verdades exclusivamente conhecíveis a posteriori são contingentes), ao mesmo tempo que recupera algumas teses aristotélicas, sustentadas por novos e poderosos argumentos. No domínio da filosofia da linguagem, Kripke apresenta argumentos, por muitos considerados decisivos, contra as teorias descritivistas do significado e da referência dos nomes próprios com origem em Frege e Russell.